# Gustavia hexapetala
Gustavia hexapetala là một loài thực vật có hoa trong họ Lecythidaceae. Loài này được (Aubl.) Sm. mô tả khoa học đầu tiên năm 1811.